# Nuoto in acque libere ai campionati mondiali di nuoto 2017 - 5 km femminili
La gara dei 5 km in acque libere femminile dei campionati mondiali di nuoto 2017 è stata disputata il 19 luglio nelle acque del lago Balaton, nella regione ungherese del Transdanubio, a partire dalle ore 10:00. Alla gara hanno preso parte 60 atlete provenienti da 40 nazioni.
La competizione è stata vinta dalla nuotatrice statunitense Ashley Twichell, mentre l'argento e il bronzo sono andati rispettivamente alla francese Aurélie Muller e alla brasiliana Ana Marcela Cunha.

## Medaglie
| Posizione | Atleta            | Nazionalità |
| --------- | ----------------- | ----------- |
| Oro       | Ashley Twichell   | Stati Uniti |
| Argento   | Aurélie Muller    | Francia     |
| Bronzo    | Ana Marcela Cunha | Brasile     |

## Risultati
| Posizione | Atleta                   | Nazionalità   | Tempo     | Ritardo  |
| --------- | ------------------------ | ------------- | --------- | -------- |
| 1         | Ashley Twichell          | Stati Uniti   | 59'07"0   | -        |
| 2         | Aurélie Muller           | Francia       | 59'10"5   | +3"5     |
| 3         | Ana Marcela Cunha        | Brasile       | 59'11"4   | +4"4     |
| 4         | Sharon van Rouwendaal    | Paesi Bassi   | 59'11"5   | +4"5     |
| 5         | Haley Anderson           | Stati Uniti   | 59'26"2   | +19"2    |
| 6         | Giulia Gabbrielleschi    | Italia        | 59'26"4   | +19"4    |
| 7         | Michelle Weber           | Sudafrica     | 59'27"5   | +20"5    |
| 7         | Kiah Melverton           | Australia     | 59'27"5   | +20"5    |
| 9         | Kalliopi Araouzou        | Grecia        | 59'28"0   | +21"0    |
| 10        | Kareena Lee              | Australia     | 59'28"9   | +21"9    |
| 11        | Finnia Wunram            | Germania      | 59'32"1   | +25"1    |
| 12        | Martina Rita Caramignoli | Italia        | 1h00'48"3 | +1'41"3  |
| 13        | Paula Ruiz               | Spagna        | 1h00'49"1 | +1'42"1  |
| 14        | Valeriia Ermakova        | Russia        | 1h00'51"9 | +1'44"9  |
| 15        | Samantha Arévalo         | Ecuador       | 1h00'52"9 | +1'45"9  |
| 16        | Minami Niikura           | Giappone      | 1h00'55"0 | +1'48"0  |
| 17        | Lei Shan                 | Cina          | 1h00'57"1 | +1'50"1  |
| 18        | Špela Perše              | Slovenia      | 1h01'12"3 | +2'05"3  |
| 19        | Angelica María           | Portogallo    | 1h01'13"3 | +2'06"3  |
| 20        | Betina Lorscheitter      | Brasile       | 1h01'14"1 | +2'07"1  |
| 21        | Yukimi Moriyama          | Giappone      | 1h01'14"5 | +2'07"5  |
| 22        | Alena Benešová           | Rep. Ceca     | 1h01'14"7 | +2'07"7  |
| 23        | Krystyna Panchishko      | Ucraina       | 1h01'24"4 | +2'17"4  |
| 24        | Leonie Beck              | Germania      | 1h01'26"4 | +2'19"4  |
| 25        | Vânia Neves              | Portogallo    | 1h01'27"7 | +2'20"7  |
| 26        | Lenka Štěrbová           | Rep. Ceca     | 1h01'27"9 | +2'20"9  |
| 27        | Janka Juhász             | Ungheria      | 1h01'52"5 | +2'45"5  |
| 28        | Melinda Novoszáth        | Ungheria      | 1h01'57"3 | +2'50"3  |
| 29        | Breanne Swiwicki         | Canada        | 1h01'59"8 | +2'52"8  |
| 30        | Xeniya Romanchuk         | Kazakistan    | 1h02'00"3 | +2'53"3  |
| 31        | María Mata               | Messico       | 1h02'02"5 | +2'55"5  |
| 32        | Souad Cherouati          | Algeria       | 1h02'02"5 | +2'55"5  |
| 33        | Justyna Burska           | Polonia       | 1h02'02"8 | +2'55"8  |
| 34        | Qu Fang                  | Cina          | 1h02'03"1 | +2'56"1  |
| 35        | Mariia Novikova          | Russia        | 1h02'04"9 | +2'57"9  |
| 36        | Eden Girloanta           | Israele       | 1h02'06"1 | +2'59"1  |
| 37        | Martha Aguilar           | Messico       | 1h02'06"2 | +2'59"2  |
| 38        | Charlotte Webby          | Nuova Zelanda | 1h02'07"6 | +3'00"6  |
| 39        | María Bramont-Arias      | Perù          | 1h02'08"2 | +3'01"2  |
| 40        | Mayte Puca               | Argentina     | 1h03'41"0 | +4'34"0  |
| 41        | Robyn Kinghorn           | Sudafrica     | 1h03'41"5 | +4'34"5  |
| 42        | Chaya Zabludoff          | Israele       | 1h03'44"3 | +4'37"3  |
| 43        | Maryna Kyryk             | Ucraina       | 1h03'51"3 | +4'44"3  |
| 44        | Jelena Ječanski          | Serbia        | 1h04'31"3 | +5'24"3  |
| 45        | Mahina Valdivia          | Cile          | 1h06'11"5 | +7'04"5  |
| 46        | Sandy Atef               | Egitto        | 1h06'11"8 | +7'04"8  |
| 47        | Ruthseli Aponte          | Venezuela     | 1h06'55"9 | +7'48"9  |
| 48        | Lok Hoi Man              | Hong Kong     | 1h07'05"2 | +7'58"2  |
| 49        | Fatima Flores            | El Salvador   | 1h07'09"4 | +8'02"4  |
| 50        | Heba El-Khouly           | Egitto        | 1h07'39"2 | +8'32"2  |
| 51        | Patricia Guerrero        | Ecuador       | 1h08'13"2 | +9'06"2  |
| 52        | Nip Tsz Yin              | Hong Kong     | 1h09'02"5 | +9'55"5  |
| 53        | Karolina Kánássyová      | Slovacchia    | 1h09'25"0 | +10'18"0 |
| 54        | Nina Rakhimova           | Kazakistan    | 1h09'28"7 | +10'21"7 |
| 55        | Merle Liivand            | Estonia       | 1h11'25"8 | +12'18"8 |
| 56        | Raquel Duran             | Costa Rica    | 1h11'34"8 | +12'27"8 |
| 57        | Cindy Toscano            | Guatemala     | 1h11'55"7 | +12'48"7 |
| -         | Anna Jaeger              | Azerbaigian   | OTL       | -        |
| -         | Danielle Huskisson       | Gran Bretagna | DNS       | -        |
| -         | Alice Dearing            | Gran Bretagna | DNS       | -        |